# Hygrostolides kosemponis
Hygrostolides kosemponis là một loài bướm đêm trong họ Noctuidae.